# Каргали (Коргалжинський район)
Каргали́ (каз. Қарғалы) — село у складі Коргалжинського району Акмолинської області Казахстану. Входить до складу Карашалгинського сільського округу.
Населення — 53 особи (2021; 74 у 2009, 177 у 1999, 296 у 1989).
Національний склад станом на 1989 рік:
- казахи — 100 %.